# Prahlad Sewdien
Prahlad Sewdien is een Surinaams ondernemer, bestuurder en politicus. Van 2020 tot 2025 was hij minister van Landbouw, Veeteelt en Visserij in het kabinet-Santokhi.

## Biografie
Sewdien komt uit een landbouwersfamilie. Hij werkte na zijn studie bij het ministerie van Landbouw, Veeteelt en Visserij, totdat hij daar in 1991 vanuit de functie van onderdirecteur vertrok. Hij is eigenaar van het visserijbedrijf Namoona NV en was daarnaast voorzitter van de Federatie van Surinaamse Agrariërs en de Suriname Seafood Associatie.
Daarnaast is hij politiek actief binnen de Vooruitstrevende Hervormings Partij (VHP). Hij was voorzitter van de adviesraden en commissies en had daarnaast de leiding over de Agrarische Raad van de VHP die onder meer de Agro Beurs organiseerde. Enkele maanden voor de verkiezingen van 2020 werd hij benoemd tot campagnemanager van de VHP.
In juli 2020 trad hij toe tot het kabinet-Santokhi als minister van Landbouw, Veeteelt en Visserij. Vooraf was er oppositie tegen zijn benoeming van het Visserscollectief. Hij bleef aan tot 2025.